# Ole M. Nielsen
 Der er for få eller ingen kildehenvisninger i denne artikel, hvilket er et problem. Du kan hjælpe ved at angive troværdige kilder til de påstande, som fremføres i artiklen.

Ole Møller Nielsen (22. april 1940 i Torslev – 22. juli 2004) var en dansk politiker som har repræsenteret Kristendemokraterne i Folketinget 1993-1994 og 1998-2002.

## Biografi
Ole Møller Nielsen var søn af købmanden Erik M. Nielsen og hustruen Ingeborg Nielsen. Han gik i skole i Østre Vrå Private Realskole og fik sin handelsmedhjælpereksamen i 1957. Sidenhen tog han også merkonomfag på Tietgenskolen.
Møller Nielsen kom første gang i Folketinget i november 1992 som midlertidig medlem, og fik senere sit eget mandat fra Nordjyllands Amtskreds fra 1993 til 1994, og igen i hele perioden 1998 til 2002. Han var partiets spidskandidat i Sæbykredsen fra 1990 til 2002, og også i Hjørring-kredsen i 1992-94.

## Reference
1. 1 2 3 4 5  "Folketingets informationssystem - Ole M. Nielsen". Folketinget. Arkiveret fra originalen den 8. maj 2006. Hentet 6. marts 2020.{{cite web}}:  CS1-vedligeholdelse: BOT: original-url status ukendt (link)